# Ernst van Oostenrijk (1553-1595)

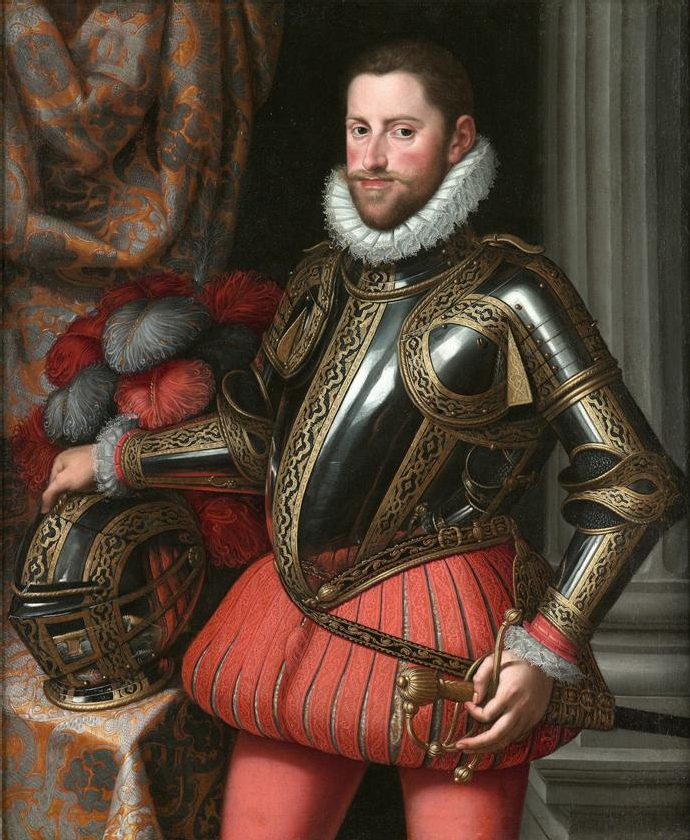
Aartshertog Ernst van Oostenrijk (Martino Rota, c. 1580)

Ernst van Oostenrijk (Wenen, 15 juni 1553 - Brussel, 20 februari 1595), aartshertog van Oostenrijk, was de zoon van keizer Maximiliaan II en infante Maria van Spanje. Ernst van Oostenrijk werd opgevoed aan het Spaanse hof. Het was de bedoeling dat hij met Isabella Clara Eugenia, dochter van Filips II van Spanje zou huwen. Hij trachtte tot tweemaal toe tevergeefs koning van Polen te worden. Hij onderscheidde zich in de Turkenoorlogen. Filips II benoemde hem in 1593 tot landvoogd van de Zuidelijke Nederlanden. Zijn onderhandelingen met de Noordelijke Nederlanden mislukten.

## Kwartierstaat (voorouders)
| Wladislaus II van Hongarije (1456-1514) | Wladislaus II van Hongarije (1456-1514) | Wladislaus II van Hongarije (1456-1514) | Wladislaus II van Hongarije (1456-1514) | Wladislaus II van Hongarije (1456-1514)   | Wladislaus II van Hongarije (1456-1514)   |                                           |                                           | Anna van Foix-Candale (1484-1506)         | Anna van Foix-Candale (1484-1506)         | Anna van Foix-Candale (1484-1506) | Anna van Foix-Candale (1484-1506) | Anna van Foix-Candale (1484-1506) | Anna van Foix-Candale (1484-1506) |                                   |                                   | Filips de Schone (1478-1506)     | Filips de Schone (1478-1506)     | Filips de Schone (1478-1506)     | Filips de Schone (1478-1506)     | Filips de Schone (1478-1506)     | Filips de Schone (1478-1506)     |  |  | Johanna van Castilië (1479-1555)     | Johanna van Castilië (1479-1555)     | Johanna van Castilië (1479-1555)     | Johanna van Castilië (1479-1555)     | Johanna van Castilië (1479-1555)     | Johanna van Castilië (1479-1555)     |                              |                              | Emanuel I van Portugal (1469-1521) | Emanuel I van Portugal (1469-1521) | Emanuel I van Portugal (1469-1521) | Emanuel I van Portugal (1469-1521) | Emanuel I van Portugal (1469-1521) | Emanuel I van Portugal (1469-1521) |                                   |                                   | Maria van Aragon (1482-1517)               | Maria van Aragon (1482-1517)               | Maria van Aragon (1482-1517)               | Maria van Aragon (1482-1517)               | Maria van Aragon (1482-1517)               | Maria van Aragon (1482-1517)               |  |  |                                     |                                     |                                     |                                     |                                     |                                     |
| Wladislaus II van Hongarije (1456-1514) | Wladislaus II van Hongarije (1456-1514) | Wladislaus II van Hongarije (1456-1514) | Wladislaus II van Hongarije (1456-1514) | Wladislaus II van Hongarije (1456-1514)   | Wladislaus II van Hongarije (1456-1514)   |                                           |                                           | Anna van Foix-Candale (1484-1506)         | Anna van Foix-Candale (1484-1506)         | Anna van Foix-Candale (1484-1506) | Anna van Foix-Candale (1484-1506) | Anna van Foix-Candale (1484-1506) | Anna van Foix-Candale (1484-1506) |                                   |                                   | Filips de Schone (1478-1506)     | Filips de Schone (1478-1506)     | Filips de Schone (1478-1506)     | Filips de Schone (1478-1506)     | Filips de Schone (1478-1506)     | Filips de Schone (1478-1506)     |  |  | Johanna van Castilië (1479-1555)     | Johanna van Castilië (1479-1555)     | Johanna van Castilië (1479-1555)     | Johanna van Castilië (1479-1555)     | Johanna van Castilië (1479-1555)     | Johanna van Castilië (1479-1555)     |                              |                              | Emanuel I van Portugal (1469-1521) | Emanuel I van Portugal (1469-1521) | Emanuel I van Portugal (1469-1521) | Emanuel I van Portugal (1469-1521) | Emanuel I van Portugal (1469-1521) | Emanuel I van Portugal (1469-1521) |                                   |                                   | Maria van Aragon (1482-1517)               | Maria van Aragon (1482-1517)               | Maria van Aragon (1482-1517)               | Maria van Aragon (1482-1517)               | Maria van Aragon (1482-1517)               | Maria van Aragon (1482-1517)               |  |  |                                     |                                     |                                     |                                     |                                     |                                     |
|                                         |                                         |                                         |                                         |                                           |                                           |                                           |                                           |                                           |                                           |                                   |                                   |                                   |                                   |                                   |                                   |                                  |                                  |                                  |                                  |                                  |                                  |  |  |                                      |                                      |                                      |                                      |                                      |                                      |                              |                              |                                    |                                    |                                    |                                    |                                    |                                    |                                   |                                   |                                            |                                            |                                            |                                            |                                            |                                            |  |  |                                     |                                     |                                     |                                     |                                     |                                     |
|                                         |                                         |                                         |                                         |                                           |                                           |                                           |                                           |                                           |                                           |                                   |                                   |                                   |                                   |                                   |                                   |                                  |                                  |                                  |                                  |                                  |                                  |  |  |                                      |                                      |                                      |                                      |                                      |                                      |                              |                              |                                    |                                    |                                    |                                    |                                    |                                    |                                   |                                   |                                            |                                            |                                            |                                            |                                            |                                            |  |  |                                     |                                     |                                     |                                     |                                     |                                     |
|                                         |                                         |                                         |                                         | Anna van Bohemen en Hongarije (1503-1547) | Anna van Bohemen en Hongarije (1503-1547) | Anna van Bohemen en Hongarije (1503-1547) | Anna van Bohemen en Hongarije (1503-1547) | Anna van Bohemen en Hongarije (1503-1547) | Anna van Bohemen en Hongarije (1503-1547) |                                   |                                   |                                   |                                   |                                   |                                   | Keizer Ferdinand I (1503-1564)   | Keizer Ferdinand I (1503-1564)   | Keizer Ferdinand I (1503-1564)   | Keizer Ferdinand I (1503-1564)   | Keizer Ferdinand I (1503-1564)   | Keizer Ferdinand I (1503-1564)   |  |  | Keizer Karel V (1500-1558)           | Keizer Karel V (1500-1558)           | Keizer Karel V (1500-1558)           | Keizer Karel V (1500-1558)           | Keizer Karel V (1500-1558)           | Keizer Karel V (1500-1558)           |                              |                              |                                    |                                    |                                    |                                    | Isabella van Portugal (1503-1539)  | Isabella van Portugal (1503-1539)  | Isabella van Portugal (1503-1539) | Isabella van Portugal (1503-1539) | Isabella van Portugal (1503-1539)          | Isabella van Portugal (1503-1539)          |                                            |                                            |                                            |                                            |  |  |                                     |                                     |                                     |                                     |                                     |                                     |
|                                         |                                         |                                         |                                         | Anna van Bohemen en Hongarije (1503-1547) | Anna van Bohemen en Hongarije (1503-1547) | Anna van Bohemen en Hongarije (1503-1547) | Anna van Bohemen en Hongarije (1503-1547) | Anna van Bohemen en Hongarije (1503-1547) | Anna van Bohemen en Hongarije (1503-1547) |                                   |                                   |                                   |                                   |                                   |                                   | Keizer Ferdinand I (1503-1564)   | Keizer Ferdinand I (1503-1564)   | Keizer Ferdinand I (1503-1564)   | Keizer Ferdinand I (1503-1564)   | Keizer Ferdinand I (1503-1564)   | Keizer Ferdinand I (1503-1564)   |  |  | Keizer Karel V (1500-1558)           | Keizer Karel V (1500-1558)           | Keizer Karel V (1500-1558)           | Keizer Karel V (1500-1558)           | Keizer Karel V (1500-1558)           | Keizer Karel V (1500-1558)           |                              |                              |                                    |                                    |                                    |                                    | Isabella van Portugal (1503-1539)  | Isabella van Portugal (1503-1539)  | Isabella van Portugal (1503-1539) | Isabella van Portugal (1503-1539) | Isabella van Portugal (1503-1539)          | Isabella van Portugal (1503-1539)          |                                            |                                            |                                            |                                            |  |  |                                     |                                     |                                     |                                     |                                     |                                     |
|                                         |                                         |                                         |                                         |                                           |                                           |                                           |                                           |                                           |                                           | Keizer Maximiliaan II (1527-1576) | Keizer Maximiliaan II (1527-1576) | Keizer Maximiliaan II (1527-1576) | Keizer Maximiliaan II (1527-1576) | Keizer Maximiliaan II (1527-1576) | Keizer Maximiliaan II (1527-1576) |                                  |                                  |                                  |                                  |                                  |                                  |  |  |                                      |                                      |                                      |                                      |                                      |                                      | Maria van Spanje (1528-1603) | Maria van Spanje (1528-1603) | Maria van Spanje (1528-1603)       | Maria van Spanje (1528-1603)       | Maria van Spanje (1528-1603)       | Maria van Spanje (1528-1603)       |                                    |                                    |                                   |                                   |                                            |                                            |                                            |                                            |                                            |                                            |  |  |                                     |                                     |                                     |                                     |                                     |                                     |
|                                         |                                         |                                         |                                         |                                           |                                           |                                           |                                           |                                           |                                           | Keizer Maximiliaan II (1527-1576) | Keizer Maximiliaan II (1527-1576) | Keizer Maximiliaan II (1527-1576) | Keizer Maximiliaan II (1527-1576) | Keizer Maximiliaan II (1527-1576) | Keizer Maximiliaan II (1527-1576) |                                  |                                  |                                  |                                  |                                  |                                  |  |  |                                      |                                      |                                      |                                      |                                      |                                      | Maria van Spanje (1528-1603) | Maria van Spanje (1528-1603) | Maria van Spanje (1528-1603)       | Maria van Spanje (1528-1603)       | Maria van Spanje (1528-1603)       | Maria van Spanje (1528-1603)       |                                    |                                    |                                   |                                   |                                            |                                            |                                            |                                            |                                            |                                            |  |  |                                     |                                     |                                     |                                     |                                     |                                     |
|                                         |                                         |                                         |                                         |                                           |                                           |                                           |                                           |                                           |                                           |                                   |                                   |                                   |                                   |                                   |                                   |                                  |                                  |                                  |                                  |                                  |                                  |  |  |                                      |                                      |                                      |                                      |                                      |                                      |                              |                              |                                    |                                    |                                    |                                    |                                    |                                    |                                   |                                   |                                            |                                            |                                            |                                            |                                            |                                            |  |  |                                     |                                     |                                     |                                     |                                     |                                     |
|                                         |                                         |                                         |                                         |                                           |                                           |                                           |                                           |                                           |                                           |                                   |                                   |                                   |                                   |                                   |                                   |                                  |                                  |                                  |                                  |                                  |                                  |  |  |                                      |                                      |                                      |                                      |                                      |                                      |                              |                              |                                    |                                    |                                    |                                    |                                    |                                    |                                   |                                   |                                            |                                            |                                            |                                            |                                            |                                            |  |  |                                     |                                     |                                     |                                     |                                     |                                     |
| Anna van Oostenrijk (1549-1580)         | Anna van Oostenrijk (1549-1580)         | Anna van Oostenrijk (1549-1580)         | Anna van Oostenrijk (1549-1580)         | Anna van Oostenrijk (1549-1580)           | Anna van Oostenrijk (1549-1580)           |                                           |                                           | Keizer Rudolf II (1552-1612)              | Keizer Rudolf II (1552-1612)              | Keizer Rudolf II (1552-1612)      | Keizer Rudolf II (1552-1612)      | Keizer Rudolf II (1552-1612)      | Keizer Rudolf II (1552-1612)      |                                   |                                   | Ernst van Oostenrijk (1553-1595) | Ernst van Oostenrijk (1553-1595) | Ernst van Oostenrijk (1553-1595) | Ernst van Oostenrijk (1553-1595) | Ernst van Oostenrijk (1553-1595) | Ernst van Oostenrijk (1553-1595) |  |  | Elisabeth van Oostenrijk (1554-1592) | Elisabeth van Oostenrijk (1554-1592) | Elisabeth van Oostenrijk (1554-1592) | Elisabeth van Oostenrijk (1554-1592) | Elisabeth van Oostenrijk (1554-1592) | Elisabeth van Oostenrijk (1554-1592) |                              |                              | Keizer Matthias (1557-1619)        | Keizer Matthias (1557-1619)        | Keizer Matthias (1557-1619)        | Keizer Matthias (1557-1619)        | Keizer Matthias (1557-1619)        | Keizer Matthias (1557-1619)        |                                   |                                   | Maximiliaan III van Oostenrijk (1558-1618) | Maximiliaan III van Oostenrijk (1558-1618) | Maximiliaan III van Oostenrijk (1558-1618) | Maximiliaan III van Oostenrijk (1558-1618) | Maximiliaan III van Oostenrijk (1558-1618) | Maximiliaan III van Oostenrijk (1558-1618) |  |  | Albrecht van Oostenrijk (1559-1521) | Albrecht van Oostenrijk (1559-1521) | Albrecht van Oostenrijk (1559-1521) | Albrecht van Oostenrijk (1559-1521) | Albrecht van Oostenrijk (1559-1521) | Albrecht van Oostenrijk (1559-1521) |